# Triglochin turrifera
Triglochin turrifera är en sältingväxtart som beskrevs av Alfred James Ewart. Triglochin turrifera ingår i släktet sältingar, och familjen sältingväxter. Inga underarter finns listade.